# Stan
«Stan» (рус. Стэн) — третий сингл Эминема из его альбома The Marshall Mathers LP, записанный совместно с певицей Dido. Роль Стэна в клипе сыграл актёр Девон Сава. Песня является хитом, который дебютировал под 1-м номером в чартах США и Австралии.
В 2005 году вошёл в лучшие хиты Эминема, Curtain Call: The Hits, также в сборник вошло живое выступление Эминема с этой песней на Grammy-2001, где припев Dido был исполнен Элтоном Джоном. Сингл был спродюсирован Эминемом и The 45 King, который и создал музыку к песне. Семплом послужила песня Dido «Thank You», откуда был взят припев и бас. Признана одним из лучших хитов Эминема. После выхода этой песни фанатов Эминема стали называть Стэнами.
Журнал Rolling Stone поместил песню под #296 в списке «500 величайших песен всех времён». Также она заняла #15 в списке лучших хип-хоп песен всех времён по версии канала VH1. В апреле 2011 года журнал Complex составил список «100 лучших песен Эминема», «Stan» заняла на нём 2-ю позицию. Британский еженедельник New Musical Express включил данную композицию в свой список «500 величайших песен всех времён», разместив её в нём на 340-й позиции.
Песня разошлась тиражом в 750 000 копий в Великобритании.
В июне 2018 года слово «Stan» было включёно в Оксфордский словарь английского языка как «Слишком ярый или помешанный фанат определенной знаменитости». На странице входа в словарь отмечается, что значение термина «стэн» берет свое начало в одноимённой песне 2000 года американского рэпера Эминема.

## Описание
Песня повествует о вымышленном фанате Эминема по имени Стэн, который пишет ему всё более тревожные и угрожающие письма о своей жизни (причём все письма написаны столярным карандашом), но они по разным причинам до артиста не доходят. В первом письме Стэн описывает себя самым большим фанатом Эминема, он обклеил его постерами всю свою комнату. Девушка Стэна беременна, и если родится дочь, то Стэн хочет назвать её Бонни (вероятно это отсылка к песне Эминема ’97 Bonnie & Clyde, в которой дочь Эминема Хейли как бы предстает в роли Бонни, когда они с отцом по сюжету едут избавляться от тела её матери). В конце письма Стэн пишет свои номера телефонов и ждёт скорого ответа от Эминема.
Во втором письме Стэн пишет, что не злится на Эминема за то, что он ещё не позвонил Стэну, но он осуждает Эминема за то, что он не дал автограф шестилетнему брату Стэна — Мэттью, а они ради автографа простояли 4 часа на холоде, Стэн пишет, что его девушка уже ревнует его к Эминему, потому что Стэн разговаривает о нём 24 часа в сутки, у Стэна есть татуировка на груди с именем Эминема, иногда Стэн ведет себя неадекватно, письмо заканчивается просьбой позвонить и словами: «Мы должны быть вместе».
Следующее послание Стэн записывает на диктофон в машине, оно начинается со слов: «Дорогой мистер „я-слишком-хорош-чтобы-звонить-или-писать-своим-фанатам“». Стэн едет пьяным за рулем ночью, он взял с собой свою девушку, он говорит, что всё, что ему нужно было, — один звонок или письмо от Эминема.
Стэн доезжает до моста и понимает, что Эминем никак не сможет получить эту кассету с записью, после чего резко поворачивает, и машина падает в воду.
Эминем пишет письмо Стэну, он пишет, что он был очень занят и не мог написать раньше, также он написал автограф для Мэттью на кепке. Эминем пишет, что Стэну нужна помощь, иначе он может навредить себе, и надеется, что письмо придёт вовремя, после он пишет о страшной катастрофе, которую видел по телевизору, где машина с парнем и его девушкой попала в аварию, в конце письма Эминем понимает, что за рулем той машины был Стэн.
Первые три куплета исполнены Эминемом в роли Стэна, а последний, четвёртый, записан уже от лица Эминема, который пишет ответное письмо Стэну.
Видео заканчивается похоронами Стэна, на них присутствует его младший брат Мэттью, который покрасил волосы в светлый цвет а-ля Эминем.

## Критика
Песня была встречена критиками с похвалой, направленной на эпистолярную повествовательную структуру песни, эмоциональный диапазон и лирическую глубину. Критик Стивен Томас Эрлевайн выделил песню. Журнал Entertainment Weekly также высоко оценил эту песню, написав: 
Эминем доказывает, что он несравненный рэп-поэт с глубоким пониманием силы языка. «Stan» ― это эпистолярный обмен между кумиром и опасно одержимым фанатом, который может быть самой трогательной песней о поклонении записанной когда-либо
.

Газета Los Angeles Times также оставила положительный отзыв: 
«Stan» ― самый навязчивый трек альбома. Это превосходное повествование с точки зрения смысла. В нем есть фирменный стиль рэперов Айс Кьюб и Тупака Шакура .

Один из критиков написал: 
Если вы еще не слышали эту песню, то вам все-таки стоит это сделать. В ней рассказывается история одержимого фаната, который убивает себя, потому что его кумир (Эминем) никогда не отвечает на письма. Здесь вводится одна из ключевых тем альбома ― страшная сила славы. Ирония в том, что этот альбом сделал Эминема самой большой культурной фигурой на планете. Он начинается с семпла Дайдо «Thank You» и звуков дождя. Этот семпл цепляет и показывает уровень одержимости Стэна, делая его почти симпатичным персонажем. Компенсируя это рэп Эминема под личиной Стэна, который представляет собой предосудительного персонажа, психически неустойчивого, направленного на самоуничтожение, изменчивого и негативного по отношению к своей беременной подруге (чью жизнь он тоже забирает, когда забирает свою собственную). Последний стих Эминема ― это то, что он пытается написать ответ, прося его не быть похожим на того парня, которого он видел в новостях....Переиграли? Да. Но даже в этом случае из всех синглов Эминема этот лучше всего демонстрирует его силу как рэпера.
Сайт IGN похвалил песню как язвительное интроспективное размышление о поклонении фанатов, ассимиляции идолов и пограничном сталкерском этикете. В сочетании с убаюкивающим вокалом Дайдо создается резкий контраст с извилистой сюжетной линией музыкальной одержимости. Он также рисует картину того, каково это ― быть одержимым суперзвездой. Острота песни не исчезает, даже почти пять лет спустя она все еще сильна.

## Список композиций
UK CD Single
1. «Stan» — 6:45
2. «Get You Mad» — 4:22
3. «My Name Is» — 4:32
4. «Stan» (Video) — 7:30

## Позиции в чартах
| Чарт (2000–2001)                      | Высшая позиция |
| ------------------------------------- | -------------- |
| Австралия (ARIA)                      | 1              |
| Австрия (Ö3 Austria Top 40)           | 1              |
| Бельгия/Фландрия (Ultratop 50)        | 3              |
| Бельгия/Валлония (Ultratop 50)        | 2              |
| Бразилия (Hot 100 Airplay)            | 1              |
| Canada (Nielsen SoundScan)            | 27             |
| Дания (Tracklisten)                   | 1              |
| Europe (European Hot 100)             | 1              |
| Финляндия (Suomen virallinen lista)   | 1              |
| Франция (SNEP)                        | 4              |
| Германия (GfK)                        | 1              |
| Iceland (Íslenski Listinn Topp 40)    | 1              |
| Ирландия (IRMA)                       | 1              |
| Италия (FIMI)                         | 1              |
| Нидерланды (Dutch Top 40)             | 2              |
| Нидерланды (Single Top 100)           | 3              |
| Новая Зеландия (Recorded Music NZ)    | 14             |
| Норвегия (VG-lista)                   | 3              |
| Poland (Polish Airplay Charts)        | 21             |
| Portugal (AFP)                        | 3              |
| Romania (Romanian Top 100)            | 1              |
| Шотландия (OCC Scotland)              | 1              |
| Испания (PROMUSICAE)                  | 3              |
| Швеция (Sverigetopplistan)            | 3              |
| Швейцария (Schweizer Hitparade)       | 1              |
| Великобритания (OCC UK Singles)       | 1              |
| США (Billboard Hot 100)               | 51             |
| США (Billboard Hot R&B/Hip-Hop Songs) | 36             |
| США (Billboard Pop Airplay)           | 33             |
| США (Billboard Rhythmic)              | 9              |

| Чарт (2000)                          | Позиция |
| ------------------------------------ | ------- |
| Sweden (Sverigetopplistan)           | 49      |
| UK Singles (Official Charts Company) | 6       |

| Чарт (2001)                          | Позиция |
| ------------------------------------ | ------- |
| Australia (ARIA)                     | 6       |
| Austria (Ö3 Austria Top 40)          | 6       |
| Belgium (Ultratop Flanders)          | 31      |
| Belgium (Ultratop Wallonia)          | 20      |
| France (SNEP)                        | 29      |
| Germany (Official German Charts)     | 18      |
| Netherlands (Dutch Top 40)           | 80      |
| Netherlands (Single Top 100)         | 55      |
| Romania (Romanian Top 100)           | 28      |
| Sweden (Sverigetopplistan)           | 55      |
| Switzerland (Schweizer Hitparade)    | 3       |
| UK Singles (Official Charts Company) | 74      |

| Чарт (2000–09)                       | Позиция |
| ------------------------------------ | ------- |
| Australia (ARIA)                     | 94      |
| Germany (Official German Charts)     | 79      |
| UK Singles (Official Charts Company) | 21      |

## Сертификации
| Регион | Сертификация  | Продажи   |
| --- | ------------- | --------- |
| Австралия (ARIA) | 9× Платиновый | 630 000   |
| Австрия (IFPI Austria) | Золотой       | 25 000*   |
| Бельгия (BEA) | Платиновый    | 50 000*   |
| Бразилия (ABPD) | Золотой       | 30 000    |
| Дания (IFPI Danmark) | Платиновый    | 90 000    |
| Франция (SNEP) | Платиновый    | 500 000*  |
| Германия (BVMI) | 3× Золотой    | 750 000   |
| Италия (FIMI) · sales since 2009 | Платиновый    | 100 000   |
| Нидерланды (NVPI) | Золотой       | 40 000^   |
| Новая Зеландия (RMNZ) | 4× Платиновый | 120 000   |
| Португалия (AFP) | Золотой       | 20 000    |
| Испания (PROMUSICAE) | Золотой       | 30 000    |
| Швейцария (IFPI Switzerland) | Золотой       | 25 000^   |
| Великобритания (BPI) | 4× Платиновый | 1,470,000 |
| США (RIAA) | 4× Платиновый | 4 000 000 |
| * Данные о продажах приведены только на основе сертификации. · ^ Данные о тиражах приведены только на основе сертификации. · Данные о продажах + прослушиваниях приведены только на основе сертификации. |               |           |